# Mariana Cincunegui
Mariana Cincunegui é uma docente, artista, cantora e compositora argentina.
Ela é a fundadora e dona da oficina "Taller Experimental de Música para chicos", que tem feito bastante sucesso explorando o lado artístico das crianças através da música, literatura, artes-plásticas, o movimento e a tecnologia. Com este projeto, já realizou apresentações nos teatros Maipo, San Martín, Regio, La Trastienda, ND Ateneo, no ex-estadio Obras, nos anfiteatros Mataderos e Parque Centenario, e na Biblioteca Nacional. Participou também do “Encuentro de la Canción Infantil Latinoamericano y del Caribe” na Venezuela, México e Colombia; e se apresentou no festival Amnesty Internacional nas provincias de Buenos Aires e Chaco, e no Festival Nacional de la Canción Infantil em Bogotá.

## Discografia

### Em parceira comEl Jardin de la Esquina
- 1991 - Piojos y piojitos[5]
- 2004 - Piojos y piojitos 2 (30.000 cópias vendidas)[6]

### ComMariana y los Pandiya
- 2001 - Hoy es mañana (EP)[7]
- 2002 - Los Pandiya[8]

### ComAlasmandalas
- 2009 - Alasmandalas: música para volar y pintar[9][10]